# Liste des églises de la Corrèze
La liste des églises de la Corrèze recense de manière exhaustive les églises situées dans le département français de la Corrèze. Il est fait état des diverses protections dont elles peuvent bénéficier, et notamment les inscriptions et classements au titre des monuments historiques.
En ce qui concerne le culte catholique, toutes les églises sont situées dans le diocèse de Tulle.

## Statistiques

### Nombres
Le département de la Corrèze comprend 280 communes au 1er janvier 2021.
Depuis 2018, le diocèse de Tulle compte 296 paroisses.

## Classement
Le classement ci-après se fait par commune selon l'ordre alphabétique.
Il est fait état des diverses protections dont elles peuvent bénéficier, et notamment les inscriptions et classements au titre des monuments historiques.

## Liste

### Église catholique
| Église                                                                        | Commune                         | Adresse | Coordonnées                      | Notice         | Protection | Date        | Illustration                                                                  |
| ----------------------------------------------------------------------------- | ------------------------------- | ------- | -------------------------------- | -------------- | --- | ----------- | ----------------------------------------------------------------------------- |
| Église Saint-Pardoux d'Affieux                                                | Affieux                         |         | 45° 31′ 11″ nord, 1° 45′ 51″ est | « IA00029885 » | |             | Église Saint-Pardoux d'Affieux                                                |
| Église Saint-Martin d'Aix                                                     | Aix                             |         | 45° 36′ 56″ nord, 2° 22′ 57″ est |                | |             | Image manquante Téléverser                                                    |
| Église Notre-Dame d'Albignac                                                  | Albignac                        |         | 45° 08′ 20″ nord, 1° 40′ 39″ est | « PA00099644 » | Classé MH Clocher ; Inscrit MH Église, à l'exclusion du clocher classé                                                                 | 1972 ; 1972 | Église Notre-Dame d'Albignac                                                  |
| Église Saint-Martin d'Albussac                                                | Albussac                        |         | 45° 08′ 20″ nord, 1° 40′ 39″ est | « PA00099645 » | Inscrit MH Chœur et chapelle Nord | 1927        | Église Saint-Martin d'Albussac                                                |
| Église de la Décollation-de-Saint-Jean-Baptiste d'Allassac                    | Allassac                        |         | 45° 15′ 27″ nord, 1° 28′ 33″ est | « PA00099646 » | Classé MH | 1914        | Église de la Décollation-de-Saint-Jean-Baptiste d'Allassac                    |
| Église Saint-Pierre d'Alleyrat (Corrèze)                                      | Alleyrat                        |         | 45° 34′ 34″ nord, 2° 12′ 56″ est | « PA00099649 » | Inscrit MH | 1975        | Église Saint-Pierre d'Alleyrat (Corrèze)                                      |
| Église Saint-Étienne d'Altillac                                               | Altillac                        |         | 44° 58′ 40″ nord, 1° 50′ 50″ est | « PA00099650 » | Classé MH | 1975        | Église Saint-Étienne d'Altillac                                               |
| Église Sainte-Agathe de Fontmerle                                             | Altillac                        |         | 44° 57′ 46″ nord, 1° 52′ 37″ est |                | |             | Église Sainte-Agathe de Fontmerle                                             |
| Église Saint-Éloi-et-Saint-Martin d'Ambrugeat                                 | Ambrugeat                       |         | 45° 31′ 36″ nord, 2° 07′ 05″ est | « IA00030188 » | |             | Église Saint-Éloi-et-Saint-Martin d'Ambrugeat                                 |
| Église Saint-Pierre d'Argentat                                                | Argentat-sur-Dordogne           |         | 45° 05′ 32″ nord, 1° 56′ 17″ est | « IA00030188 » | |             | Église Saint-Pierre d'Argentat                                                |
| Église Saint-Pierre-et-Saint-Pardoux d'Arnac-Pompadour                        | Arnac-Pompadour                 |         | 45° 23′ 54″ nord, 1° 23′ 02″ est | « PA00099656 » | Classé MH | 1846        | Église Saint-Pierre-et-Saint-Pardoux d'Arnac-Pompadour                        |
| Église Saint-Étienne d'Astaillac                                              | Astaillac                       |         | 44° 57′ 09″ nord, 1° 49′ 54″ est |                | |             | Église Saint-Étienne d'Astaillac                                              |
| Église Saint-Étienne d'Aubazine                                               | Aubazines                       |         | 45° 10′ 28″ nord, 1° 40′ 14″ est |                | |             | Église Saint-Étienne d'Aubazine                                               |
| Vestiges de l'Église du monastère cistercien féminin du Coiroux               | Aubazines                       |         | 45° 10′ 14″ nord, 1° 40′ 44″ est |                | |             | Vestiges de l'Église du monastère cistercien féminin du Coiroux               |
| Église Saint-Côme-Saint-Damien d'Auriac                                       | Auriac                          |         | 45° 12′ 15″ nord, 2° 08′ 56″ est | « PA00099662 » | Inscrit MH | 1969        | Église Saint-Côme-Saint-Damien d'Auriac                                       |
| Église Sainte-Madeleine d'Ayen                                                | Ayen                            |         | 45° 14′ 53″ nord, 1° 19′ 38″ est |                | |             | Image manquante Téléverser                                                    |
| Église du Sacré-Cœur de Bar                                                   | Bar                             |         | 45° 20′ 44″ nord, 1° 48′ 57″ est |                | |             | Image manquante Téléverser                                                    |
| Église Saint-Jean-Baptiste de Bar                                             | Bar                             |         | 45° 20′ 44″ nord, 1° 48′ 56″ est |                | |             | Église Saint-Jean-Baptiste de Bar                                             |
| Église Saint-Martin-de-Tours de Bassignac-le-Bas                              | Bassignac-le-Bas                |         | 45° 01′ 07″ nord, 1° 51′ 10″ est |                | |             | Image manquante Téléverser                                                    |
| Église Saint-Pierre-ès-Liens de Bassignac-le-Haut                             | Bassignac-le-Haut               |         | 45° 12′ 44″ nord, 2° 04′ 18″ est | « PA00099666 » | Inscrit MH | 1988        | Église Saint-Pierre-ès-Liens de Bassignac-le-Haut                             |
| Église Notre-Dame de Beaulieu-sur-Dordogne                                    | Beaulieu-sur-Dordogne           |         | 44° 58′ 55″ nord, 1° 50′ 11″ est | « PA00099668 » | Classé MH | 1927        | Église Notre-Dame de Beaulieu-sur-Dordogne                                    |
| Abbatiale Saint-Pierre de Beaulieu-sur-Dordogne                               | Beaulieu-sur-Dordogne           |         | 44° 58′ 45″ nord, 1° 50′ 21″ est |                | |             | Abbatiale Saint-Pierre de Beaulieu-sur-Dordogne                               |
| Église Saint-Léonard-de-Noblat de Beaumont                                    | Beaumont                        |         | 45° 25′ 20″ nord, 1° 48′ 08″ est |                | |             | Image manquante Téléverser                                                    |
| Église Saint-Georges-et-Sainte-Croix de Bellechassagne                        | Bellechassagne                  |         | 45° 38′ 40″ nord, 2° 13′ 36″ est | « IA00030074 » | |             | Image manquante Téléverser                                                    |
| Église Saint-Maurice-de-la-Légion-Thébéenne de Benayes                        | Benayes                         |         | 45° 31′ 11″ nord, 1° 28′ 19″ est |                | |             | Église Saint-Maurice-de-la-Légion-Thébéenne de Benayes                        |
| Église Saint-Pierre-ès-Liens de Beynat                                        | Beynat                          |         | 45° 07′ 28″ nord, 1° 43′ 19″ est |                | |             | Église Saint-Pierre-ès-Liens de Beynat                                        |
| Église Saint-Eutrope de Beyssac                                               | Beyssac                         |         | 45° 22′ 15″ nord, 1° 24′ 12″ est | « PA00099685 » | Inscrit MH | 1926        | Église Saint-Eutrope de Beyssac                                               |
| Église Saint-Médard de Beyssenac                                              | Beyssenac                       |         | 45° 24′ 12″ nord, 1° 17′ 09″ est |                | |             | Église Saint-Médard de Beyssenac                                              |
| Église Saint-Martin de Bilhac                                                 | Bilhac                          |         | 44° 56′ 39″ nord, 1° 46′ 29″ est | « PA00099686 » | Inscrit MH Abside | 1925        | Église Saint-Martin de Bilhac                                                 |
| Église Saint-Médard de Bonnefond                                              | Bonnefond                       |         | 45° 31′ 52″ nord, 1° 59′ 00″ est | « IA00029746 » | |             | Image manquante Téléverser                                                    |
| Église Notre-Dame de Bonnefond                                                | Bonnefond                       |         | 45° 31′ 52″ nord, 1° 58′ 59″ est | « IA00029872 » | |             | Église Notre-Dame de Bonnefond                                                |
| Église Saint-Germain de Bort-les-Orgues                                       | Bort-les-Orgues                 |         | 45° 24′ 01″ nord, 2° 29′ 44″ est |                | |             | Église Saint-Germain de Bort-les-Orgues                                       |
| Église Saint-Martin-de-Tours de Branceilles                                   | Branceilles                     |         | 45° 00′ 42″ nord, 1° 42′ 37″ est |                | |             | Église Saint-Martin-de-Tours de Branceilles                                   |
| Église Saint-Pierre-ès-Liens de Brignac-la-Plaine                             | Brignac-la-Plaine               |         | 45° 11′ 19″ nord, 1° 20′ 23″ est |                | |             | Église Saint-Pierre-ès-Liens de Brignac-la-Plaine                             |
| Collégiale Saint-Martin de Brive-la-Gaillarde                                 | Brive-la-Gaillarde              |         | 45° 09′ 32″ nord, 1° 31′ 59″ est | « PA00099691 » | Classé MH | 1862        | Collégiale Saint-Martin de Brive-la-Gaillarde                                 |
| Église du Sacré-Cœur des Rosiers de Brive-la-Gaillarde                        | Brive-la-Gaillarde              |         | 45° 09′ 53″ nord, 1° 31′ 19″ est |                | |             | Image manquante Téléverser                                                    |
| Église Saint-Antoine du monastère des Franciscains de Brive-la-Gaillarde      | Brive-la-Gaillarde              |         | à géolocaliser                   |                | |             | Église Saint-Antoine du monastère des Franciscains de Brive-la-Gaillarde      |
| Église Sainte-Thérèse des Chapélies                                           | Brive-la-Gaillarde              |         | 45° 09′ 27″ nord, 1° 32′ 57″ est |                | |             | Image manquante Téléverser                                                    |
| Église Notre-Dame-de-Lourdes d'Estavel                                        | Brive-la-Gaillarde              |         | 45° 09′ 11″ nord, 1° 30′ 31″ est |                | |             | Image manquante Téléverser                                                    |
| Église Saint-Paul de Rivet                                                    | Brive-la-Gaillarde              |         | 45° 10′ 04″ nord, 1° 29′ 42″ est |                | |             | Image manquante Téléverser                                                    |
| Église Saint-Sernin de Brive-la-Gaillarde                                     | Brive-la-Gaillarde              |         | 45° 09′ 22″ nord, 1° 31′ 55″ est |                | |             | Église Saint-Sernin de Brive-la-Gaillarde                                     |
| Ancienne église Saint-Sernin de Brive-la-Gaillarde                            | Brive-la-Gaillarde              |         | à géolocaliser                   | « IA19000126 » | |             | Image manquante Téléverser                                                    |
| Église Saint-Pardoux de Bugeat                                                | Bugeat                          |         | 45° 35′ 50″ nord, 1° 55′ 40″ est | « PA00099704 » | Classé MH Chœur, croisée et transept                                                                                                   | 1917        | Église Saint-Pardoux de Bugeat                                                |
| Église Saint-Mathurin de Camps-Saint-Mathurin-Léobazel                        | Camps-Saint-Mathurin-Léobazel   |         | 45° 01′ 04″ nord, 2° 00′ 49″ est | « PA00099868 » | Inscrit MH | 1976        | Image manquante Téléverser                                                    |
| Église du sanctuaire, dite Grande église de Belpeuch                          | Camps-Saint-Mathurin-Léobazel   |         | 44° 58′ 46″ nord, 1° 56′ 12″ est |                | |             | Église du sanctuaire, dite Grande église de Belpeuch                          |
| Église Saint-Pierre de Camps                                                  | Camps-Saint-Mathurin-Léobazel   |         | 44° 58′ 59″ nord, 1° 59′ 24″ est |                | |             | Église Saint-Pierre de Camps                                                  |
| Église Saint-Denis-de-Paris de Chabrignac                                     | Chabrignac                      |         | 45° 19′ 00″ nord, 1° 20′ 25″ est |                | |             | Église Saint-Denis-de-Paris de Chabrignac                                     |
| Église Saint-Doulcet-d'Agen de Chamberet                                      | Chamberet                       |         | 45° 35′ 01″ nord, 1° 43′ 19″ est |                | |             | Image manquante Téléverser                                                    |
| Église Saint-Côme-et-Saint-Damien de Chamboulive                              | Chamboulive                     |         | 45° 25′ 57″ nord, 1° 42′ 13″ est | « PA00099705 » | Classé MH | 1921        | Église Saint-Côme-et-Saint-Damien de Chamboulive                              |
| Église Saint-Étienne de Chameyrat                                             | Chameyrat                       |         | 45° 14′ 01″ nord, 1° 41′ 52″ est | « PA00099706 » | Inscrit MH | 1963        | Église Saint-Étienne de Chameyrat                                             |
| Église Saint-Martin de Champagnac-la-Noaille                                  | Champagnac-la-Noaille           |         | 45° 18′ 28″ nord, 2° 01′ 01″ est |                | |             | Église Saint-Martin de Champagnac-la-Noaille                                  |
| Église Saint-Pierre de Champagnac-la-Prune                                    | Champagnac-la-Prune             |         | 45° 11′ 07″ nord, 1° 57′ 06″ est |                | |             | Église Saint-Pierre de Champagnac-la-Prune                                    |
| Église Saint-Pardoux de Chanac-les-Mines                                      | Chanac-les-Mines                |         | 45° 15′ 51″ nord, 1° 49′ 11″ est |                | |             | Image manquante Téléverser                                                    |
| Église Saint-Michel de Chanteix                                               | Chanteix                        |         | 45° 18′ 37″ nord, 1° 38′ 07″ est | « PA00099708 » | Inscrit MH | 1972        | Église Saint-Michel de Chanteix                                               |
| Église Notre-Dame de Chapelle-Spinasse                                        | Chapelle-Spinasse               |         | 45° 21′ 36″ nord, 2° 02′ 33″ est | « PA00099711 » | Classé MH | 1977        | Église Notre-Dame de Chapelle-Spinasse                                        |
| Église Saint-Côme-et-Saint-Damien de Ferrière                                 | Chartrier-Ferrière              |         | 45° 03′ 03″ nord, 1° 26′ 06″ est |                | |             | Image manquante Téléverser                                                    |
| Église Saint-Loup de Chartrier                                                | Chartrier-Ferrière              |         | 45° 04′ 15″ nord, 1° 27′ 09″ est |                | |             | Image manquante Téléverser                                                    |
| Église Saint-Martial de Chasteaux                                             | Chasteaux                       |         | 45° 05′ 32″ nord, 1° 28′ 04″ est |                | |             | Église Saint-Martial de Chasteaux                                             |
| Église Saint-Martin-de-Tours de Chauffour-sur-Vell                            | Chauffour-sur-Vell              |         | 45° 01′ 06″ nord, 1° 39′ 53″ est |                | |             | Église Saint-Martin-de-Tours de Chauffour-sur-Vell                            |
| Église Saint-Jacques de Chaumeil                                              | Chaumeil                        |         | 45° 27′ 23″ nord, 1° 52′ 50″ est | « PA00099714 » | Inscrit MH Porche | 1927        | Église Saint-Jacques de Chaumeil                                              |
| Église de la Nativité-de-Saint-Jean-Baptiste de Chavanac                      | Chavanac                        |         | 45° 37′ 31″ nord, 2° 05′ 34″ est |                | |             | Église de la Nativité-de-Saint-Jean-Baptiste de Chavanac                      |
| Église Saint-Clair de Chaveroche                                              | Chaveroche                      |         | 45° 34′ 28″ nord, 2° 15′ 25″ est |                | |             | Église Saint-Clair de Chaveroche                                              |
| Église Saint-Loup de Chenailler-Mascheix                                      | Chenailler-Mascheix             |         | 45° 03′ 13″ nord, 1° 50′ 25″ est | « PA00099715 » | Inscrit MH Abside et chœur | 1972        | Église Saint-Loup de Chenailler-Mascheix                                      |
| Église Saint-Sylvain de Chirac-Bellevue                                       | Chirac-Bellevue                 |         | 45° 27′ 04″ nord, 2° 18′ 18″ est |                | |             | Église Saint-Sylvain de Chirac-Bellevue                                       |
| Église Notre-Dame de Clergoux                                                 | Clergoux                        |         | 45° 16′ 42″ nord, 1° 58′ 21″ est | « PA00099717 » | Inscrit MH | 1972        | Église Notre-Dame de Clergoux                                                 |
| Église Saint-Pierre de Collonges-la-Rouge                                     | Collonges-la-Rouge              |         | 45° 03′ 37″ nord, 1° 39′ 16″ est | « PA00099722 » | Classé MH | 1905        | Église Saint-Pierre de Collonges-la-Rouge                                     |
| Église Saint-Pierre de Combressol                                             | Combressol                      |         | 45° 28′ 27″ nord, 2° 09′ 39″ est | « IA00030204 » | |             | Église Saint-Pierre de Combressol                                             |
| Église Saint-Julien-de-Brioude de Concèze                                     | Concèze                         |         | 45° 21′ 16″ nord, 1° 20′ 42″ est | « PA00099744 » | Classé MH | 1922        | Église Saint-Julien-de-Brioude de Concèze                                     |
| Église Saint-Julien-de-Brioude de Condat-sur-Ganaveix                         | Condat-sur-Ganaveix             |         | 45° 28′ 02″ nord, 1° 35′ 37″ est |                | |             | Église Saint-Julien-de-Brioude de Condat-sur-Ganaveix                         |
| Église de la Sainte-Trinité de Confolent-Port-Dieu                            | Confolent-Port-Dieu             |         | 45° 32′ 37″ nord, 2° 29′ 45″ est |                | |             | Image manquante Téléverser                                                    |
| Église de l'Invention-des-Reliques-de-Saint-Étienne de Cornil                 | Cornil                          |         | 45° 12′ 49″ nord, 1° 41′ 30″ est | « PA00099747 » | Inscrit MH | 1927        | Église de l'Invention-des-Reliques-de-Saint-Étienne de Cornil                 |
| Église Saint-Martial de Corrèze                                               | Corrèze                         |         | 45° 22′ 17″ nord, 1° 52′ 31″ est | « PA00099749 » | Inscrit MH | 1972        | Église Saint-Martial de Corrèze                                               |
| Église Saint-Just de Cosnac                                                   | Cosnac                          |         | 45° 08′ 11″ nord, 1° 35′ 01″ est |                | |             | Église Saint-Just de Cosnac                                                   |
| Église Saint-Martial-de-Limoges de Couffy-sur-Sarsonne                        | Couffy-sur-Sarsonne             |         | 45° 39′ 41″ nord, 2° 19′ 43″ est | « IA00066884 » | |             | Église Saint-Martial-de-Limoges de Couffy-sur-Sarsonne                        |
| Église Saint-Pierre-ès-Liens de Courteix                                      | Courteix                        |         | 45° 38′ 55″ nord, 2° 20′ 35″ est | « PA00099753 » | Inscrit MH | 1976        | Église Saint-Pierre-ès-Liens de Courteix                                      |
| Église Saint-Barthélemy de Cublac                                             | Cublac                          |         | 45° 08′ 41″ nord, 1° 18′ 23″ est |                | |             | Église Saint-Barthélemy de Cublac                                             |
| Collégiale Notre-Dame de la Cabane de Cublac                                  | Cublac                          |         | 45° 09′ 13″ nord, 1° 18′ 05″ est |                | |             | Collégiale Notre-Dame de la Cabane de Cublac                                  |
| Église Saint-Barthélemy de Curemonte                                          | Curemonte                       |         | 45° 00′ 02″ nord, 1° 44′ 35″ est | « PA00099756 » | Inscrit MH | 1927        | Église Saint-Barthélemy de Curemonte                                          |
| Église Saint-Hilaire de la Combe                                              | Curemonte                       |         | 45° 00′ 17″ nord, 1° 43′ 32″ est | « PA00099757 » | Classé MH | 1970        | Église Saint-Hilaire de la Combe                                              |
| Église Saint-Genest de Curemonte                                              | Curemonte                       |         | 45° 00′ 50″ nord, 1° 44′ 44″ est | « PA00099758 » | Inscrit MH | 1971        | Église Saint-Genest de Curemonte                                              |
| Église Saint-Pardoux de Dampniat                                              | Dampniat                        |         | 45° 10′ 04″ nord, 1° 37′ 58″ est | « PA00099760 » | Inscrit MH | 1927        | Église Saint-Pardoux de Dampniat                                              |
| Église Saint-Étienne de Darazac                                               | Darazac                         |         | 45° 10′ 31″ nord, 2° 05′ 04″ est |                | |             | Église Saint-Étienne de Darazac                                               |
| Église Saint-Maurice de Darnets                                               | Darnets                         |         | 45° 25′ 33″ nord, 2° 06′ 37″ est | « PA00099763 » | Classé MH | 1923        | Église Saint-Maurice de Darnets                                               |
| Église Saint-Saturnin de Davignac                                             | Davignac                        |         | 45° 29′ 03″ nord, 2° 05′ 34″ est | « PA00099764 » | Inscrit MH | 1991        | Église Saint-Saturnin de Davignac                                             |
| Église Saint-Martin de Donzenac                                               | Donzenac                        |         | 45° 13′ 39″ nord, 1° 31′ 24″ est | « PA00099766 » | Classé MH Clocher | 1932        | Église Saint-Martin de Donzenac                                               |
| Église Saint-Antoine-l'Ermite d'Égletons                                      | Égletons                        |         | 45° 24′ 22″ nord, 2° 02′ 45″ est | « PA19000012 » | Inscrit MH | 2012        | Église Saint-Antoine-l'Ermite d'Égletons                                      |
| Église Saints-Gervais-et-Protais d'Espagnac                                   | Espagnac                        |         | 45° 13′ 49″ nord, 1° 53′ 49″ est |                | |             | Église Saints-Gervais-et-Protais d'Espagnac                                   |
| Église Saint-Martial d'Espartignac                                            | Espartignac                     |         | 45° 24′ 55″ nord, 1° 35′ 46″ est |                | |             | Image manquante Téléverser                                                    |
| Église Saint-Barthélemy d'Estivals                                            | Estivals                        |         | 45° 01′ 42″ nord, 1° 27′ 44″ est | « PA00099773 » | Inscrit MH | 1925        | Image manquante Téléverser                                                    |
| Église Saint-Martial d'Estivaux                                               | Estivaux                        |         | 45° 18′ 53″ nord, 1° 29′ 03″ est |                | |             | Église Saint-Martial d'Estivaux                                               |
| Église de la Nativité-de-Saint-Jean-Baptiste d'Eyburie                        | Eyburie                         |         | 45° 27′ 30″ nord, 1° 38′ 10″ est |                | |             | Église de la Nativité-de-Saint-Jean-Baptiste d'Eyburie                        |
| Église Saint-Loup-de-Limoges d'Eygurande                                      | Eygurande                       |         | 45° 39′ 43″ nord, 2° 27′ 07″ est | « IA00066899 » | |             | Image manquante Téléverser                                                    |
| Église Saint-Pierre d'Eyrein                                                  | Eyrein                          |         | 45° 20′ 04″ nord, 1° 56′ 51″ est | « PA00099774 » | Classé MH | 1913        | Église Saint-Pierre d'Eyrein                                                  |
| Église Saint-Pierre de Favars                                                 | Favars                          |         | 45° 15′ 46″ nord, 1° 40′ 43″ est |                | |             | Église Saint-Pierre de Favars                                                 |
| Église Saint-Clair de Feyt                                                    | Feyt                            |         | 45° 41′ 21″ nord, 2° 28′ 35″ est | « IA00066917 » | |             | Église Saint-Clair de Feyt                                                    |
| Église Saint-Martial-de-Limoges de Forgès                                     | Forgès                          |         | 45° 09′ 20″ nord, 1° 52′ 18″ est |                | |             | Église Saint-Martial-de-Limoges de Forgès                                     |
| Église Saint-Pardoux de Gimel-les-Cascades                                    | Gimel-les-Cascades              |         | 45° 17′ 56″ nord, 1° 51′ 05″ est | « PA19000019 » | Inscrit MH | 2009        | Église Saint-Pardoux de Gimel-les-Cascades                                    |
| Église Saint-Étienne-de-Braguse                                               | Gimel-les-Cascades              |         | 45° 17′ 53″ nord, 1° 50′ 43″ est | « PA00099776 » | Inscrit MH | 1926        | Église Saint-Étienne-de-Braguse                                               |
| Église Saint-Martin-de-Tours de Goulles                                       | Goulles                         |         | 45° 02′ 37″ nord, 2° 04′ 49″ est |                | |             | Église Saint-Martin-de-Tours de Goulles                                       |
| Église Saint-Pierre du Teulet                                                 | Goulles                         |         | à géolocaliser                   |                | |             | Image manquante Téléverser                                                    |
| Église Saint-Pierre-aux-Liens de Murat                                        | Gourdon-Murat                   |         | 45° 32′ 25″ nord, 1° 53′ 42″ est | « IA00029757 » | |             | Image manquante Téléverser                                                    |
| Église Saint-Eutrope-de-Saintes de Grandsaigne                                | Grandsaigne                     |         | 45° 29′ 24″ nord, 1° 55′ 07″ est |                | |             | Église Saint-Eutrope-de-Saintes de Grandsaigne                                |
| Église Saint-Étienne de Gros-Chastang                                         | Gros-Chastang                   |         | 45° 12′ 36″ nord, 1° 59′ 27″ est |                | |             | Église Saint-Étienne de Gros-Chastang                                         |
| Église Saint-Pierre-ès-Liens de Gumond                                        | Gumond                          |         | 45° 13′ 12″ nord, 1° 58′ 41″ est |                | |             | Église Saint-Pierre-ès-Liens de Gumond                                        |
| Église Notre-Dame de Hautefage                                                | Hautefage                       |         | 45° 04′ 56″ nord, 2° 00′ 08″ est | « PA00099778 » | Inscrit MH | 1926        | Église Notre-Dame de Hautefage                                                |
| Église Saint-Gilles-d'Athènes de Jugeals-Nazareth                             | Jugeals-Nazareth                |         | 45° 04′ 53″ nord, 1° 32′ 47″ est | « PA00099779 » | Classé MH Voûte du chœur décorée de peintures murales                                                                                  | 1928        | Église Saint-Gilles-d'Athènes de Jugeals-Nazareth                             |
| Église Saint-Germain de Juillac                                               | Juillac                         |         | 45° 19′ 07″ nord, 1° 19′ 13″ est |                | |             | Église Saint-Germain de Juillac                                               |
| Église Saint-Christophe de L'église-aux-Bois                                  | L'Église-aux-Bois               |         | 45° 38′ 58″ nord, 1° 48′ 00″ est | « IA00029918 » | |             | Image manquante Téléverser                                                    |
| Église Saint-Géraud de La Chapelle-Saint-Géraud                               | La Chapelle-Saint-Géraud        |         | 45° 02′ 25″ nord, 1° 57′ 12″ est | « PA00099710 » | Inscrit MH | 1971        | Église Saint-Géraud de La Chapelle-Saint-Géraud                               |
| Église de la Nativité-de-Notre-Dame de La Chapelle-aux-Brocs                  | La Chapelle-aux-Brocs           |         | 45° 08′ 44″ nord, 1° 37′ 37″ est |                | |             | Église de la Nativité-de-Notre-Dame de La Chapelle-aux-Brocs                  |
| Église Saint-Namphase-de-Cahors de La Chapelle-aux-Saints                     | La Chapelle-aux-Saints          |         | 44° 59′ 14″ nord, 1° 43′ 34″ est |                | |             | Église Saint-Namphase-de-Cahors de La Chapelle-aux-Saints                     |
| Église Saint-Maur de La Roche-Canillac                                        | La Roche-Canillac               |         | 45° 11′ 45″ nord, 1° 58′ 16″ est | « PA00099835 » | Inscrit MH | 1969        | Église Saint-Maur de La Roche-Canillac                                        |
| Église Saint-Junien de Lacelle                                                | Lacelle                         |         | 45° 38′ 41″ nord, 1° 49′ 31″ est | « IA00029923 » | |             | Église Saint-Junien de Lacelle                                                |
| Église de l'Invention-des-Reliques-de-Saint-Étienne de Ladignac-sur-Rondelles | Ladignac-sur-Rondelles          |         | 45° 13′ 56″ nord, 1° 50′ 26″ est |                | |             | Église de l'Invention-des-Reliques-de-Saint-Étienne de Ladignac-sur-Rondelles |
| Église Saint-Jean-Baptiste de Lafage-sur-Sombre                               | Lafage-sur-Sombre               |         | 45° 17′ 46″ nord, 2° 04′ 17″ est |                | |             | Église Saint-Jean-Baptiste de Lafage-sur-Sombre                               |
| Église de l'Assomption-de-Notre-Dame de Lagarde-Enval                         | Lagarde-Marc-la-Tour            |         | 45° 11′ 11″ nord, 1° 48′ 29″ est |                | |             | Église de l'Assomption-de-Notre-Dame de Lagarde-Enval                         |
| Église de la Nativité-de-Notre-Dame de Lagleygeolle                           | Lagleygeolle                    |         | 45° 04′ 42″ nord, 1° 41′ 48″ est |                | |             | Église de la Nativité-de-Notre-Dame de Lagleygeolle                           |
| Église Saint-Marcel de Lagraulière                                            | Lagraulière                     |         | 45° 21′ 10″ nord, 1° 38′ 21″ est | « PA00099782 » | Classé MH | 1932        | Église Saint-Marcel de Lagraulière                                            |
| Église Saint-Calmine de Laguenne                                              | Laguenne-sur-Avalouze           |         | 45° 14′ 29″ nord, 1° 46′ 58″ est | « PA00099783 » | Inscrit MH Transept avec le clocher qui le surmonte ainsi que l'abside et les absidioles                                               | 1976        | Église Saint-Calmine de Laguenne                                              |
| Église Saint-Barthélemy de Lamazière-Basse                                    | Lamazière-Basse                 |         | 45° 22′ 19″ nord, 2° 10′ 15″ est | « PA00099785 » | Inscrit MH | 1971        | Église Saint-Barthélemy de Lamazière-Basse                                    |
| Église Sainte-Croix de Lamazière-Haute                                        | Lamazière-Haute                 |         | 45° 40′ 14″ nord, 2° 23′ 48″ est |                | |             | Église Sainte-Croix de Lamazière-Haute                                        |
| Église Saint-Martial de Lamongerie                                            | Lamongerie                      |         | 45° 32′ 11″ nord, 1° 34′ 32″ est |                | |             | Église Saint-Martial de Lamongerie                                            |
| Église Saint-Côme-et-Saint-Damien de Lanteuil                                 | Lanteuil                        |         | 45° 07′ 45″ nord, 1° 39′ 33″ est |                | |             | Église Saint-Côme-et-Saint-Damien de Lanteuil                                 |
| Église Saint-Étienne de Lapleau                                               | Lapleau                         |         | 45° 17′ 34″ nord, 2° 10′ 05″ est |                | |             | Église Saint-Étienne de Lapleau                                               |
| Église Saint-Caprais de Larche                                                | Larche                          |         | 45° 07′ 25″ nord, 1° 24′ 52″ est |                | |             | Église Saint-Caprais de Larche                                                |
| Église Saint-Pierre-ès-Liens de Laroche-près-Feyt                             | Laroche-près-Feyt               |         | 45° 42′ 13″ nord, 2° 30′ 29″ est | « IA00066933 » | |             | Église Saint-Pierre-ès-Liens de Laroche-près-Feyt                             |
| Église Saint-Pierre de Lascaux                                                | Lascaux                         |         | 45° 20′ 21″ nord, 1° 21′ 49″ est |                | |             | Église Saint-Pierre de Lascaux                                                |
| Église Saint-Pierre-ès-Liens de Latronche                                     | Latronche                       |         | 45° 17′ 40″ nord, 2° 13′ 46″ est |                | |             | Église Saint-Pierre-ès-Liens de Latronche                                     |
| Église Saint-Martin de Laval-sur-Luzège                                       | Laval-sur-Luzège                |         | 45° 14′ 51″ nord, 2° 09′ 48″ est |                | |             | Église Saint-Martin de Laval-sur-Luzège                                       |
| Église Sainte-Foy-d'Agen du Chastang                                          | Le Chastang                     |         | 45° 10′ 22″ nord, 1° 44′ 04″ est |                | |             | Église Sainte-Foy-d'Agen du Chastang                                          |
| Église Saint-Côme-et-Saint-Damien du Jardin                                   | Le Jardin                       |         | 45° 19′ 20″ nord, 2° 02′ 12″ est |                | |             | Église Saint-Côme-et-Saint-Damien du Jardin                                   |
| Église Saint-Martin du Lonzac                                                 | Le Lonzac                       |         | 45° 27′ 51″ nord, 1° 43′ 44″ est | « IA00029931 » | |             | Église Saint-Martin du Lonzac                                                 |
| Église Saint-Jean-Baptiste du Pescher                                         | Le Pescher                      |         | 45° 04′ 12″ nord, 1° 44′ 20″ est |                | |             | Église Saint-Jean-Baptiste du Pescher                                         |
| Église de la Nativité-de-Notre-Dame des Angles-sur-Corrèze                    | Les Angles-sur-Corrèze          |         | 45° 18′ 25″ nord, 1° 47′ 47″ est |                | |             | Église de la Nativité-de-Notre-Dame des Angles-sur-Corrèze                    |
| Église Saint-Martial de Lestards                                              | Lestards                        |         | 45° 30′ 54″ nord, 1° 52′ 28″ est | « PA19000005 » | Inscrit MH Les sols ; Classé MH L'église                                                                                               | 1998 ; 2002 | Église Saint-Martial de Lestards                                              |
| Église Saint-Barthélémy de Liginiac                                           | Liginiac                        |         | 45° 24′ 59″ nord, 2° 19′ 53″ est | « PA00099789 » | Classé MH | 1930        | Église Saint-Barthélémy de Liginiac                                           |
| Église Saint-Cyr-et-Sainte-Julitte de Ligneyrac                               | Ligneyrac                       |         | 45° 03′ 09″ nord, 1° 37′ 11″ est | « PA00099791 » | Inscrit MH Église (à l'exception de la nef) et oratoire                                                                                | 1928        | Église Saint-Cyr-et-Sainte-Julitte de Ligneyrac                               |
| Église Saint-Clair de Liourdres                                               | Liourdres                       |         | 44° 55′ 42″ nord, 1° 48′ 31″ est |                | |             | Église Saint-Clair de Liourdres                                               |
| Église Saint-Pierre de Lissac-sur-Couze                                       | Lissac-sur-Couze                |         | 45° 06′ 10″ nord, 1° 27′ 39″ est | « PA00099792 » | Inscrit MH | 1972        | Église Saint-Pierre de Lissac-sur-Couze                                       |
| Église Saint-Pierre de Lostanges                                              | Lostanges                       |         | 45° 03′ 41″ nord, 1° 45′ 49″ est |                | |             | Église Saint-Pierre de Lostanges                                              |
| Église Saint-Julien de Louignac                                               | Louignac                        |         | 45° 13′ 38″ nord, 1° 16′ 46″ est |                | |             | Église Saint-Julien de Louignac                                               |
| Église Saint-Étienne de Lubersac                                              | Lubersac                        |         | 45° 26′ 39″ nord, 1° 24′ 06″ est | « PA00099793 » | Classé MH | 1910        | Église Saint-Étienne de Lubersac                                              |
| Église Saint-Barthélemy de Madranges                                          | Madranges                       |         | 45° 28′ 20″ nord, 1° 47′ 24″ est | « IA00029945 » | |             | Église Saint-Barthélemy de Madranges                                          |
| Église Saint-Sanctin de Malemort-sur-Corrèze                                  | Malemort                        |         | 45° 10′ 20″ nord, 1° 34′ 26″ est | « PA00099796 » | Classé MH | 1905        | Église Saint-Sanctin de Malemort-sur-Corrèze                                  |
| Église Saint-Sigismond de Mansac                                              | Mansac                          |         | 45° 10′ 04″ nord, 1° 23′ 01″ est |                | |             | Église Saint-Sigismond de Mansac                                              |
| Église Saint-Barthélemy de Marcillac-la-Croisille                             | Marcillac-la-Croisille          |         | 45° 16′ 24″ nord, 2° 01′ 57″ est |                | |             | Église Saint-Barthélemy de Marcillac-la-Croisille                             |
| Église Sainte-Catherine-d'Alexandrie de Marcillac-la-Croze                    | Marcillac-la-Croze              |         | 45° 02′ 04″ nord, 1° 44′ 36″ est |                | |             | Église Sainte-Catherine-d'Alexandrie de Marcillac-la-Croze                    |
| Église Saint-Martin de Margerides                                             | Margerides                      |         | 45° 27′ 10″ nord, 2° 23′ 58″ est | « PA00099797 » | Classé MH | 1975        | Église Saint-Martin de Margerides                                             |
| Église Sainte-Catherine-d'Alexandrie de Masseret                              | Masseret                        |         | 45° 32′ 25″ nord, 1° 31′ 12″ est | « PA00099799 » | Inscrit MH | 1986        | Église Sainte-Catherine-d'Alexandrie de Masseret                              |
| Église Saint-Christophe de Maussac                                            | Maussac                         |         | 45° 28′ 22″ nord, 2° 08′ 37″ est | « IA00030256 » | |             | Église Saint-Christophe de Maussac                                            |
| Église Saint-Yrieix de Meilhards                                              | Meilhards                       |         | 45° 33′ 31″ nord, 1° 39′ 02″ est |                | |             | Église Saint-Yrieix de Meilhards                                              |
| Église Saint-Martin de Mercœur                                                | Mercœur                         |         | 45° 00′ 55″ nord, 1° 56′ 49″ est | « PA00099801 » | Inscrit MH | 1927        | Église Saint-Martin de Mercœur                                                |
| Église Saint Blaise-Sainte-Madeleine de Merlines                              | Merlines                        |         | 45° 38′ 16″ nord, 2° 28′ 10″ est | « IA00066941 » | |             | Image manquante Téléverser                                                    |
| Église Saint-Pierre de Mestes                                                 | Mestes                          |         | 45° 30′ 02″ nord, 2° 18′ 55″ est |                | |             | Image manquante Téléverser                                                    |
| Abbatiale Saint-André-Saint-Léger de Meymac                                   | Meymac                          |         | 45° 32′ 07″ nord, 2° 08′ 53″ est | « PA00099804 » | Classé MH | 1840        | Abbatiale Saint-André-Saint-Léger de Meymac                                   |
| Église Sainte-Anne de Meyrignac-l'église                                      | Meyrignac-l'Église              |         | 45° 24′ 01″ nord, 1° 51′ 13″ est |                | |             | Église Sainte-Anne de Meyrignac-l'église                                      |
| Église Saint-Vincent de Meyssac                                               | Meyssac                         |         | 45° 03′ 20″ nord, 1° 40′ 28″ est | « PA00099806 » | Inscrit MH | 1972        | Église Saint-Vincent de Meyssac                                               |
| Église Sainte-Madeleine de Millevaches                                        | Millevaches                     |         | 45° 38′ 29″ nord, 2° 05′ 40″ est | « IA00030089 » | |             | Église Sainte-Madeleine de Millevaches                                        |
| Église Saint-Martin-de-Tours de Monceaux-sur-Dordogne                         | Monceaux-sur-Dordogne           |         | 45° 04′ 54″ nord, 1° 54′ 30″ est |                | |             | Église Saint-Martin-de-Tours de Monceaux-sur-Dordogne                         |
| Église Saint-Laurent de Monestier-Merlines                                    | Monestier-Merlines              |         | à géolocaliser                   | « IA00066950 » | |             | Image manquante Téléverser                                                    |
| Église Saints-Côme-et-Damien de Monestier-Port-Dieu                           | Monestier-Port-Dieu             |         | à géolocaliser                   |                | |             | Image manquante Téléverser                                                    |
| Église Saint-Hippolyte de Montaignac-Saint-Hippolyte                          | Montaignac-Saint-Hippolyte      |         | 45° 21′ 19″ nord, 2° 00′ 39″ est | « PA00099810 » | Inscrit MH | 1969        | Image manquante Téléverser                                                    |
| Église Saint-Martial de Montgibaud                                            | Montgibaud                      |         | à géolocaliser                   |                | |             | Église Saint-Martial de Montgibaud                                            |
| Église Saint-Pierre de Moustier-Ventadour                                     | Moustier-Ventadour              |         | 45° 23′ 40″ nord, 2° 06′ 18″ est | « PA00099812 » | Inscrit MH | 1972        | Image manquante Téléverser                                                    |
| Église Saint-Pierre de Naves                                                  | Naves                           |         | 45° 18′ 47″ nord, 1° 46′ 03″ est | « PA00099813 » | Inscrit MH | 1977        | Église Saint-Pierre de Naves                                                  |
| Église Saint-Julien de Nespouls                                               | Nespouls                        |         | 45° 02′ 56″ nord, 1° 30′ 09″ est | « PA00099816 » | Inscrit MH | 1926        | Église Saint-Julien de Nespouls                                               |
| Église Saint-Étienne de Neuvic                                                | Neuvic                          |         | 45° 22′ 52″ nord, 2° 16′ 18″ est |                | |             | Église Saint-Étienne de Neuvic                                                |
| Église Saint-Pierre de Neuville                                               | Neuville                        |         | 45° 06′ 37″ nord, 1° 49′ 48″ est | « PA00099818 » | Inscrit MH | 1926        | Église Saint-Pierre de Neuville                                               |
| Église Saint-Pierre-ès-Liens de Noailhac                                      | Noailhac                        |         | 45° 04′ 22″ nord, 1° 37′ 07″ est | « PA00099820 » | Classé MH | 1923        | Église Saint-Pierre-ès-Liens de Noailhac                                      |
| Église de l'Assomption-de-Notre-Dame de Noailles                              | Noailles                        |         | 45° 06′ 14″ nord, 1° 31′ 34″ est | « PA00099822 » | Inscrit MH Chœur | 1929        | Église de l'Assomption-de-Notre-Dame de Noailles                              |
| Église Saint-Martin de Nonards                                                | Nonards                         |         | 45° 01′ 32″ nord, 1° 47′ 41″ est | « PA00099976 » | Inscrit MH | 1992        | Église Saint-Martin de Nonards                                                |
| Église Saint-Barthélemy d'Objat                                               | Objat                           |         | 45° 15′ 47″ nord, 1° 24′ 36″ est |                | |             | Église Saint-Barthélemy d'Objat                                               |
| Église Saint-Martial d'Orgnac-sur-Vézère                                      | Orgnac-sur-Vézère               |         | 45° 19′ 53″ nord, 1° 26′ 28″ est |                | |             | Église Saint-Martial d'Orgnac-sur-Vézère                                      |
| Église Saint-Laurent-de-Rome d'Orliac-de-Bar                                  | Orliac-de-Bar                   |         | 45° 21′ 35″ nord, 1° 48′ 04″ est |                | |             | Image manquante Téléverser                                                    |
| Église Saint-Laurent de Palazinges                                            | Palazinges                      |         | 45° 09′ 31″ nord, 1° 41′ 39″ est |                | |             | Image manquante Téléverser                                                    |
| Église Saint-Martial de Palisse                                               | Palisse                         |         | 45° 25′ 08″ nord, 2° 12′ 24″ est | « PA00099825 » | Inscrit MH Église à l'exclusion des parties classées ; Classé MH Clocher à arcades et portail de la façade occidentale                 | 1976 ; 1976 | Église Saint-Martial de Palisse                                               |
| Église Saint-Pardoux de Pandrignes                                            | Pandrignes                      |         | 45° 13′ 43″ nord, 1° 51′ 13″ est |                | |             | Église Saint-Pardoux de Pandrignes                                            |
| Église Saint-Pierre de Péret-Bel-Air                                          | Péret-Bel-Air                   |         | 45° 28′ 41″ nord, 2° 02′ 26″ est | « IA00030339 » | |             | Église Saint-Pierre de Péret-Bel-Air                                          |
| Église Saint-Léonard de Barsanges                                             | Pérols-sur-Vézère               |         | 45° 34′ 00″ nord, 2° 01′ 16″ est | « PA00099827 » | Inscrit MH | 1926        | Image manquante Téléverser                                                    |
| Église Saint-Côme-et-Saint-Damien de Pérols-sur-Vézère                        | Pérols-sur-Vézère               |         | 45° 35′ 11″ nord, 1° 58′ 49″ est | « IA00029783 » | |             | Image manquante Téléverser                                                    |
| Église de la Transfiguration-de-Notre-Seigneur de Perpezac-le-Blanc           | Perpezac-le-Blanc               |         | 45° 13′ 20″ nord, 1° 19′ 58″ est | « PA00099828 » | Classé MH | 1925        | Église de la Transfiguration-de-Notre-Seigneur de Perpezac-le-Blanc           |
| Église Saint-Sicaire de Perpezac-le-Noir                                      | Perpezac-le-Noir                |         | 45° 19′ 38″ nord, 1° 33′ 05″ est |                | |             | Église Saint-Sicaire de Perpezac-le-Noir                                      |
| Église Saint-Pierre de Peyrelevade                                            | Peyrelevade                     |         | 45° 42′ 15″ nord, 2° 03′ 15″ est | « IA00030099 » | |             | Image manquante Téléverser                                                    |
| Église Saint-Blaise de Peyrissac                                              | Peyrissac                       |         | 45° 30′ 00″ nord, 1° 42′ 06″ est | « IA00029949 » | |             | Image manquante Téléverser                                                    |
| Église Saint-Caprais de Pierrefitte                                           | Pierrefitte                     |         | 45° 25′ 22″ nord, 1° 38′ 56″ est |                | |             | Église Saint-Caprais de Pierrefitte                                           |
| Église Saint-Georges de Pradines                                              | Pradines                        |         | 45° 30′ 22″ nord, 1° 54′ 35″ est | « IA00029796 » | |             | Église Saint-Georges de Pradines                                              |
| Église Saint-Étienne de Puy-d'Arnac                                           | Puy-d'Arnac                     |         | 45° 01′ 39″ nord, 1° 47′ 13″ est |                | |             | Église Saint-Étienne de Puy-d'Arnac                                           |
| Église de l'Assomption-de-Notre-Dame de Queyssac-les-Vignes                   | Queyssac-les-Vignes             |         | 44° 57′ 59″ nord, 1° 46′ 10″ est |                | |             | Église de l'Assomption-de-Notre-Dame de Queyssac-les-Vignes                   |
| Église Saint-Eutrope-de-Saintes de Reygade                                    | Reygade                         |         | 45° 00′ 47″ nord, 1° 54′ 31″ est |                | |             | Église Saint-Eutrope-de-Saintes de Reygade                                    |
| Église Saint-Antoine de Rilhac-Treignac                                       | Rilhac-Treignac                 |         | 45° 31′ 35″ nord, 1° 41′ 17″ est | « IA00029956 » | |             | Église Saint-Antoine de Rilhac-Treignac                                       |
| Église Saint-Martin de Rilhac-Xaintrie                                        | Rilhac-Xaintrie                 |         | 45° 10′ 01″ nord, 2° 11′ 50″ est |                | |             | Église Saint-Martin de Rilhac-Xaintrie                                        |
| Église Saint-Pardoux-de-Guéret de Roche-le-Peyroux                            | Roche-le-Peyroux                |         | 45° 25′ 12″ nord, 2° 23′ 10″ est |                | |             | Église Saint-Pardoux-de-Guéret de Roche-le-Peyroux                            |
| Église Sainte-Croix de Rosiers-d'Égletons                                     | Rosiers-d'Égletons              |         | 45° 22′ 36″ nord, 2° 00′ 25″ est | « PA00099836 » | Classé MH Chevet roman | 1935        | Église Sainte-Croix de Rosiers-d'Égletons                                     |
| Église Saint-Barthélemy de Rosiers-de-Juillac                                 | Rosiers-de-Juillac              |         | 45° 17′ 39″ nord, 1° 18′ 10″ est |                | |             | Église Saint-Barthélemy de Rosiers-de-Juillac                                 |
| Église Saint-Pierre de Sadroc                                                 | Sadroc                          |         | 45° 17′ 02″ nord, 1° 32′ 54″ est |                | |             | Église Saint-Pierre de Sadroc                                                 |
| Église de la Nativité-de-Saint-Jean-Baptiste de Saillac                       | Saillac                         |         | 45° 02′ 14″ nord, 1° 38′ 19″ est | « PA00099837 » | Classé MH | 2007        | Église de la Nativité-de-Saint-Jean-Baptiste de Saillac                       |
| Abbatiale Saint-Michel-des-Anges                                              | Saint-Angel                     |         | 45° 30′ 10″ nord, 2° 14′ 03″ est | « PA00099838 » | Classé MH | 1840        | Abbatiale Saint-Michel-des-Anges                                              |
| Église Saint-Augustin de Saint-Augustin (Corrèze)                             | Saint-Augustin                  |         | 45° 25′ 27″ nord, 1° 50′ 11″ est | « PA00099839 » | Inscrit MH | 1929        | Église Saint-Augustin de Saint-Augustin (Corrèze)                             |
| Église Sainte-Eulalie de Saint-Aulaire                                        | Saint-Aulaire                   |         | 45° 13′ 53″ nord, 1° 22′ 22″ est |                | |             | Église Sainte-Eulalie de Saint-Aulaire                                        |
| Église Saint-Baudile-de-Nîmes de Saint-Bazile-de-Meyssac                      | Saint-Bazile-de-Meyssac         |         | 45° 03′ 01″ nord, 1° 43′ 27″ est |                | |             | Église Saint-Baudile-de-Nîmes de Saint-Bazile-de-Meyssac                      |
| Église Saint-Bonnet-de-Clermont de Saint-Bonnet-Elvert                        | Saint-Bonnet-Elvert             |         | 45° 09′ 38″ nord, 1° 54′ 10″ est |                | |             | Église Saint-Bonnet-de-Clermont de Saint-Bonnet-Elvert                        |
| Église Saint-Bonnet de Saint-Bonnet-l'Enfantier                               | Saint-Bonnet-l'Enfantier        |         | 45° 18′ 04″ nord, 1° 31′ 25″ est |                | |             | Image manquante Téléverser                                                    |
| Église Saint-Bonnet de Saint-Bonnet-la-Rivière                                | Saint-Bonnet-la-Rivière         |         | 45° 17′ 56″ nord, 1° 22′ 09″ est | « PA00099841 » | Classé MH | 1911        | Église Saint-Bonnet de Saint-Bonnet-la-Rivière                                |
| Église Saint-Bonnet-de-Clermont de Saint-Bonnet-les-Tours-de-Merle            | Saint-Bonnet-les-Tours-de-Merle |         | 45° 03′ 36″ nord, 2° 03′ 45″ est |                | |             | Église Saint-Bonnet-de-Clermont de Saint-Bonnet-les-Tours-de-Merle            |
| Église Saint-Bonnet-de-Clermont de Saint-Bonnet-près-Bort                     | Saint-Bonnet-près-Bort          |         | 45° 30′ 15″ nord, 2° 25′ 04″ est | « PA00099843 » | Inscrit MH | 1972        | Église Saint-Bonnet-de-Clermont de Saint-Bonnet-près-Bort                     |
| Église Saint-Saturnin de Saint-Cernin-de-Larche                               | Saint-Cernin-de-Larche          |         | 45° 06′ 10″ nord, 1° 24′ 53″ est | « PA00099845 » | Inscrit MH | 1926        | Église Saint-Saturnin de Saint-Cernin-de-Larche                               |
| Église Saint-Amant de Saint-Chamant                                           | Saint-Chamant                   |         | 45° 07′ 34″ nord, 1° 53′ 51″ est | « PA00099847 » | Classé MH Clocher ; Inscrit MH Église à l'exception du clocher classé                                                                  | 1913 ; 1969 | Église Saint-Amant de Saint-Chamant                                           |
| Église Saint-Cyr-Sainte-Julitte de Saint-Cirgues-la-Loutre                    | Saint-Cirgues-la-Loutre         |         | 45° 04′ 44″ nord, 2° 05′ 57″ est | « PA00099848 » | Inscrit MH | 1928        | Église Saint-Cyr-Sainte-Julitte de Saint-Cirgues-la-Loutre                    |
| Église Saint-Clément de Saint-Clément (Corrèze)                               | Saint-Clément                   |         | 45° 20′ 30″ nord, 1° 41′ 08″ est |                | |             | Église Saint-Clément de Saint-Clément (Corrèze)                               |
| Église Saint-Cyprien-de-Périgueux de Saint-Cyprien                            | Saint-Cyprien                   |         | 45° 15′ 02″ nord, 1° 21′ 11″ est |                | |             | Église Saint-Cyprien-de-Périgueux de Saint-Cyprien                            |
| Église Saint-Cyr-Sainte-Julitte de Saint-Cyr-la-Roche                         | Saint-Cyr-la-Roche              |         | 45° 16′ 13″ nord, 1° 23′ 35″ est | « PA00099850 » | Classé MH | 1840        | Église Saint-Cyr-Sainte-Julitte de Saint-Cyr-la-Roche                         |
| Église Saint-Éloy de Saint-Éloy-les-Tuileries                                 | Saint-Éloy-les-Tuileries        |         | 45° 26′ 49″ nord, 1° 17′ 34″ est |                | |             | Église Saint-Éloy de Saint-Éloy-les-Tuileries                                 |
| Église Saint-Étienne de Saint-Étienne-aux-Clos                                | Saint-Étienne-aux-Clos          |         | 45° 34′ 07″ nord, 2° 27′ 41″ est |                | |             | Église Saint-Étienne de Saint-Étienne-aux-Clos                                |
| Église Saint-Étienne de Saint-Étienne-la-Geneste                              | Saint-Étienne-la-Geneste        |         | 45° 26′ 54″ nord, 2° 20′ 45″ est | « PA00099853 » | Inscrit MH | 1972        | Église Saint-Étienne de Saint-Étienne-la-Geneste                              |
| Église Saint-Exupère-Saint-Maurice de Saint-Exupéry-les-Roches                | Saint-Exupéry-les-Roches        |         | 45° 26′ 54″ nord, 2° 22′ 26″ est |                | |             | Église Saint-Exupère-Saint-Maurice de Saint-Exupéry-les-Roches                |
| Église Saint-Frédulphe de Saint-Fréjoux                                       | Saint-Fréjoux                   |         | 45° 32′ 40″ nord, 2° 22′ 23″ est | « PA00099858 » | Inscrit MH | 1973        | Église Saint-Frédulphe de Saint-Fréjoux                                       |
| Église du Vieux Bourg                                                         | Saint-Geniez-ô-Merle            |         | 45° 04′ 11″ nord, 2° 04′ 59″ est | « PA00099861 » | Classé MH | 1969        | Église du Vieux Bourg                                                         |
| Église Saint-Genès-de-Rome de Soult                                           | Saint-Geniez-ô-Merle            |         | 45° 04′ 58″ nord, 2° 03′ 45″ est |                | |             | Église Saint-Genès-de-Rome de Soult                                           |
| Église Saint-Germain de Saint-Germain-Lavolps                                 | Saint-Germain-Lavolps           |         | 45° 36′ 46″ nord, 2° 12′ 22″ est |                | |             | Image manquante Téléverser                                                    |
| Église Saint-Germain de Saint-Germain-les-Vergnes                             | Saint-Germain-les-Vergnes       |         | 45° 16′ 26″ nord, 1° 38′ 06″ est |                | |             | Église Saint-Germain de Saint-Germain-les-Vergnes                             |
| Église Saint-Hilaire-de-Poitiers de Saint-Hilaire-Foissac                     | Saint-Hilaire-Foissac           |         | 45° 19′ 52″ nord, 2° 07′ 34″ est | « PA00099862 » | Inscrit MH | 1975        | Église Saint-Hilaire-de-Poitiers de Saint-Hilaire-Foissac                     |
| Église Saint-Hilaire de Saint-Hilaire-Luc                                     | Saint-Hilaire-Luc               |         | 45° 21′ 46″ nord, 2° 12′ 15″ est |                | |             | Église Saint-Hilaire de Saint-Hilaire-Luc                                     |
| Église Saint-Hilaire-de-Poitiers de Saint-Hilaire-Peyroux                     | Saint-Hilaire-Peyroux           |         | 45° 12′ 47″ nord, 1° 38′ 57″ est |                | |             | Église Saint-Hilaire-de-Poitiers de Saint-Hilaire-Peyroux                     |
| Église Saint-Hilaire de Saint-Hilaire-Taurieux                                | Saint-Hilaire-Taurieux          |         | 45° 03′ 58″ nord, 1° 50′ 41″ est |                | |             | Image manquante Téléverser                                                    |
| Église Saint-Hilaire de Saint-Hilaire-les-Courbes                             | Saint-Hilaire-les-Courbes       |         | 45° 36′ 36″ nord, 1° 49′ 56″ est | « IA00029963 » | |             | Image manquante Téléverser                                                    |
| Église Saint-Gall de Saint-Jal                                                | Saint-Jal                       |         | 45° 23′ 50″ nord, 1° 38′ 41″ est | « PA00099863 » | Inscrit MH | 1983        | Église Saint-Gall de Saint-Jal                                                |
| Église Saint-Julien-de-Brioude de Saint-Julien-Maumont                        | Saint-Julien-Maumont            |         | 45° 02′ 18″ nord, 1° 42′ 20″ est |                | |             | Église Saint-Julien-de-Brioude de Saint-Julien-Maumont                        |
| Église Saint-Julien-de-Brioude de Saint-Julien-aux-Bois                       | Saint-Julien-aux-Bois           |         | 45° 07′ 48″ nord, 2° 08′ 20″ est |                | |             | Image manquante Téléverser                                                    |
| Église Saint-Julien-l'Hospitalier de Saint-Julien-le-Pèlerin                  | Saint-Julien-le-Pèlerin         |         | 45° 01′ 06″ nord, 2° 04′ 46″ est |                | |             | Image manquante Téléverser                                                    |
| Église Saint-Julien de Saint-Julien-le-Vendômois                              | Saint-Julien-le-Vendômois       |         | 45° 27′ 41″ nord, 1° 19′ 43″ est |                | |             | Église Saint-Julien de Saint-Julien-le-Vendômois                              |
| Église Saint-Martial de Saint-Martial-Entraygues                              | Saint-Martial-Entraygues        |         | 45° 07′ 12″ nord, 1° 58′ 22″ est | « PA00099866 » | Inscrit MH Façade | 1927        | Église Saint-Martial de Saint-Martial-Entraygues                              |
| Église Saint-Martial-de-Limoges de Saint-Martial-de-Gimel                     | Saint-Martial-de-Gimel          |         | 45° 16′ 00″ nord, 1° 52′ 18″ est |                | |             | Image manquante Téléverser                                                    |
| Église Saint-Martin de Saint-Martin-Sepert                                    | Saint-Martin-Sepert             |         | 45° 26′ 03″ nord, 1° 28′ 17″ est |                | |             | Église Saint-Martin de Saint-Martin-Sepert                                    |
| Église Saint-Martin-de-Tours de Saint-Martin-la-Méanne                        | Saint-Martin-la-Méanne          |         | 45° 10′ 08″ nord, 1° 59′ 20″ est |                | |             | Église Saint-Martin-de-Tours de Saint-Martin-la-Méanne                        |
| Église Saint-Médard de Saint-Merd-de-Lapleau                                  | Saint-Merd-de-Lapleau           |         | 45° 15′ 28″ nord, 2° 04′ 41″ est |                | |             | Église Saint-Médard de Saint-Merd-de-Lapleau                                  |
| Église Saint-Médard de Saint-Merd-les-Oussines                                | Saint-Merd-les-Oussines         |         | 45° 37′ 59″ nord, 2° 02′ 24″ est | « IA00029809 » | |             | Image manquante Téléverser                                                    |
| Église Saint-Mexant-de-Poitiers de Saint-Mexant                               | Saint-Mexant                    |         | 45° 17′ 06″ nord, 1° 39′ 19″ est |                | |             | Image manquante Téléverser                                                    |
| Église Saint-Pantaléon de Saint-Pantaléon-de-Lapleau                          | Saint-Pantaléon-de-Lapleau      |         | 45° 18′ 28″ nord, 2° 10′ 50″ est | « PA00099872 » | Classé MH Vestiges | 1963        | Image manquante Téléverser                                                    |
| Église de la Vieille église - le Gour Noir                                    | Saint-Pantaléon-de-Lapleau      |         | 45° 18′ 28″ nord, 2° 10′ 50″ est |                | |             | Image manquante Téléverser                                                    |
| Église Saint-Pantaléon de Saint-Pantaléon-de-Larche                           | Saint-Pantaléon-de-Larche       |         | 45° 08′ 27″ nord, 1° 26′ 50″ est | « PA00099873 » | Inscrit MH | 1963        | Église Saint-Pantaléon de Saint-Pantaléon-de-Larche                           |
| Église Saint-Pardoux de Saint-Pardoux-Corbier                                 | Saint-Pardoux-Corbier           |         | 45° 25′ 53″ nord, 1° 27′ 03″ est |                | |             | Église Saint-Pardoux de Saint-Pardoux-Corbier                                 |
| Église Saint-Pardoux de Saint-Pardoux-l'Ortigier                              | Saint-Pardoux-l'Ortigier        |         | 45° 17′ 50″ nord, 1° 34′ 41″ est | « PA00099874 » | Inscrit MH Chevet et sol du clocher avec sa mosaïque de cailloux                                                                       | 1972        | Église Saint-Pardoux de Saint-Pardoux-l'Ortigier                              |
| Église Saint-Eutrope anciennement Saint-Pardoux de Saint-Pardoux-la-Croisille | Saint-Pardoux-la-Croisille      |         | 45° 14′ 47″ nord, 1° 59′ 00″ est |                | |             | Image manquante Téléverser                                                    |
| Église Saint-Pardoux de Saint-Pardoux-le-Neuf                                 | Saint-Pardoux-le-Neuf           |         | 45° 36′ 43″ nord, 2° 19′ 43″ est | « IA00066954 » | |             | Église Saint-Pardoux de Saint-Pardoux-le-Neuf                                 |
| Église Saint-Pardoux de Saint-Pardoux-le-Vieux                                | Saint-Pardoux-le-Vieux          |         | 45° 36′ 25″ nord, 2° 16′ 25″ est |                | |             | Image manquante Téléverser                                                    |
| Église Saint-Paul de Saint-Paul (Corrèze)                                     | Saint-Paul                      |         | 45° 36′ 25″ nord, 2° 16′ 25″ est |                | |             | Église Saint-Paul de Saint-Paul (Corrèze)                                     |
| Église Saint-Priest-de-Clermont de Saint-Priest-de-Gimel                      | Saint-Priest-de-Gimel           |         | 45° 18′ 06″ nord, 1° 52′ 06″ est |                | |             | Image manquante Téléverser                                                    |
| Église Saint-Privat de Saint-Privat (Corrèze)                                 | Saint-Privat                    |         | 45° 08′ 18″ nord, 2° 05′ 55″ est |                | |             | Église Saint-Privat de Saint-Privat (Corrèze)                                 |
| Église Saint-Remi de Saint-Rémy (Corrèze)                                     | Saint-Rémy                      |         | 45° 39′ 17″ nord, 2° 16′ 16″ est |                | |             | Église Saint-Remi de Saint-Rémy (Corrèze)                                     |
| Église Saint-Robert de Saint-Robert                                           | Saint-Robert                    |         | 45° 15′ 22″ nord, 1° 17′ 38″ est | « PA00099877 » | Classé MH | 1862        | Église Saint-Robert de Saint-Robert                                           |
| Église Saint-Sauveur de Saint-Salvadour                                       | Saint-Salvadour                 |         | 45° 23′ 34″ nord, 1° 45′ 59″ est | « PA00099878 » | Inscrit MH | 1973        | Église Saint-Sauveur de Saint-Salvadour                                       |
| Église Saint-Sagittaire de Saint-Setiers                                      | Saint-Setiers                   |         | 45° 41′ 43″ nord, 2° 07′ 44″ est | « IA00030141 » | |             | Église Saint-Sagittaire de Saint-Setiers                                      |
| Église Saint-Sylvain de Saint-Solve                                           | Saint-Solve                     |         | à géolocaliser                   |                | |             | Église Saint-Sylvain de Saint-Solve                                           |
| Église de la chapelle Salamard                                                | Saint-Solve                     |         | à géolocaliser                   |                | |             | Image manquante Téléverser                                                    |
| Église Saint-Saturnin de Saint-Sornin-Lavolps                                 | Saint-Sornin-Lavolps            |         | 45° 22′ 39″ nord, 1° 23′ 01″ est | « PA00099880 » | Inscrit MH | 1927        | Église Saint-Saturnin de Saint-Sornin-Lavolps                                 |
| Église Saint-Sulpice-les-Bois                                                 | Saint-Sornin-Lavolps            |         | 45° 36′ 45″ nord, 2° 08′ 49″ est | « IA00030349 » | |             | Église Saint-Sulpice-les-Bois                                                 |
| Église Saint-Sylvain de Saint-Sylvain (Corrèze)                               | Saint-Sylvain                   |         | à géolocaliser                   |                | |             | Église Saint-Sylvain de Saint-Sylvain (Corrèze)                               |
| Église Saint-Viance de Saint-Viance                                           | Saint-Viance                    |         | 45° 13′ 03″ nord, 1° 27′ 06″ est | « PA00099881 » | Inscrit MH Abside et chœur | 1972        | Église Saint-Viance de Saint-Viance                                           |
| Église Saint-Victor-de-Marseille de Saint-Victour                             | Saint-Victour                   |         | à géolocaliser                   |                | |             | Église Saint-Victor-de-Marseille de Saint-Victour                             |
| Église Saint-Cybard-d'Angoulême de Saint-Ybard                                | Saint-Ybard                     |         | à géolocaliser                   |                | |             | Église Saint-Cybard-d'Angoulême de Saint-Ybard                                |
| Église Saint-Yrieix de Saint-Yrieix-le-Déjalat                                | Saint-Yrieix-le-Déjalat         |         | 45° 27′ 27″ nord, 1° 58′ 13″ est |                | |             | Église Saint-Yrieix de Saint-Yrieix-le-Déjalat                                |
| Église Saint-Martin-de-Tours de Sainte-Féréole                                | Sainte-Féréole                  |         | 45° 13′ 43″ nord, 1° 34′ 58″ est |                | |             | Église Saint-Martin-de-Tours de Sainte-Féréole                                |
| Église Saint-Martial de Sainte-Fortunade                                      | Sainte-Fortunade                |         | 45° 12′ 26″ nord, 1° 46′ 19″ est | « PA00099856 » | Inscrit MH Abside et clocher | 1927        | Église Saint-Martial de Sainte-Fortunade                                      |
| Église Notre-Dame-de-l'Assomption de Sainte-Marie-Lapanouze                   | Sainte-Marie-Lapanouze          |         | 45° 25′ 50″ nord, 2° 20′ 26″ est | « PA00099865 » | Inscrit MH | 1987        | Église Notre-Dame-de-l'Assomption de Sainte-Marie-Lapanouze                   |
| Église Saint-Hilaire de Salon-la-Tour                                         | Salon-la-Tour                   |         | 45° 30′ 16″ nord, 1° 32′ 22″ est |                | |             | Image manquante Téléverser                                                    |
| Église Saint-Pierre-ès-Liens de Sarran                                        | Sarran                          |         | 45° 24′ 35″ nord, 1° 56′ 15″ est | « PA00099886 » | Inscrit MH | 1988        | Église Saint-Pierre-ès-Liens de Sarran                                        |
| Église Saint-Barthélemy de Sarroux-Saint Julien                               | Sarroux - Saint Julien          |         | 45° 24′ 49″ nord, 2° 25′ 50″ est |                | |             | Église Saint-Barthélemy de Sarroux-Saint Julien                               |
| Église Saint-Joseph de Vaux                                                   | Sarroux - Saint Julien          |         | à géolocaliser                   |                | |             | Église Saint-Joseph de Vaux                                                   |
| Église Saint-Médard de Segonzac                                               | Segonzac                        |         | 45° 16′ 31″ nord, 1° 16′ 41″ est | « PA00099889 » | Inscrit MH Abside et absidioles (extérieur et intérieur) ainsi que la façade occidentale jusqu'au niveau de la corniche romane incluse | 1972        | Image manquante Téléverser                                                    |
| Église Saint-Léger-d'Autun de Ségur-le-Château                                | Ségur-le-Château                |         | 45° 25′ 49″ nord, 1° 18′ 32″ est |                | |             | Église Saint-Léger-d'Autun de Ségur-le-Château                                |
| Église Notre-Dame de Seilhac                                                  | Seilhac                         |         | 45° 22′ 00″ nord, 1° 42′ 41″ est | « PA00099895 » | Inscrit MH Abside et chœur | 1977        | Église Notre-Dame de Seilhac                                                  |
| Église Sainte-Radegonde de Sérandon                                           | Sérandon                        |         | 45° 21′ 43″ nord, 2° 20′ 26″ est | « PA00099896 » | Inscrit MH | 1926        | Église Sainte-Radegonde de Sérandon                                           |
| Église Saint-Nicolas de Sérilhac                                              | Sérilhac                        |         | 45° 05′ 19″ nord, 1° 43′ 35″ est |                | |             | Église Saint-Nicolas de Sérilhac                                              |
| Église Saint-Laurent de Servières-le-Château                                  | Servières-le-Château            |         | 45° 07′ 58″ nord, 2° 01′ 19″ est |                | |             | Église Saint-Laurent de Servières-le-Château                                  |
| Église de la Nativité-de-Notre-Dame de Sexcles                                | Sexcles                         |         | 45° 02′ 49″ nord, 2° 00′ 28″ est |                | |             | Église de la Nativité-de-Notre-Dame de Sexcles                                |
| Église Saint-Saturnin de Sioniac                                              | Sioniac                         |         | 44° 58′ 32″ nord, 1° 49′ 10″ est | « PA00099898 » | Inscrit MH | 1949        | Église Saint-Saturnin de Sioniac                                              |
| Église Saint-Martin de Sornac                                                 | Sornac                          |         | 45° 40′ 00″ nord, 2° 11′ 40″ est | « PA00099899 » | Inscrit MH | 1927        | Église Saint-Martin de Sornac                                                 |
| Église Saint-Martin-de-Tours de Lavinadière                                   | Soudaine-Lavinadière            |         | 45° 33′ 26″ nord, 1° 44′ 28″ est | « PA19000009 » | Classé MH | 2003        | Église Saint-Martin-de-Tours de Lavinadière                                   |
| Église Saint-Martin-et-Saint-Blaise de Soudeilles                             | Soudeilles                      |         | 45° 26′ 39″ nord, 2° 04′ 45″ est | « PA00099900 » | Classé MH | 1917        | Église Saint-Martin-et-Saint-Blaise de Soudeilles                             |
| Église Saint-Julien-de-Brioude de Soursac                                     | Soursac                         |         | 45° 16′ 34″ nord, 2° 11′ 50″ est |                | |             | Église Saint-Julien-de-Brioude de Soursac                                     |
| Église Saint-Georges de Tarnac                                                | Tarnac                          |         | 45° 40′ 52″ nord, 1° 56′ 45″ est | « PA00099901 » | Classé MH | 1919        | Église Saint-Georges de Tarnac                                                |
| Église Saint-Jean-Baptiste de Thalamy                                         | Thalamy                         |         | 45° 30′ 50″ nord, 2° 27′ 35″ est |                | |             | Image manquante Téléverser                                                    |
| Église Saint-Jacques-le-Majeur de Toy-Viam                                    | Toy-Viam                        |         | 45° 38′ 53″ nord, 1° 55′ 46″ est | « IA00029844 » | |             | Église Saint-Jacques-le-Majeur de Toy-Viam                                    |
| Église Notre-Dame-des-Bans de Treignac                                        | Treignac                        |         | 45° 32′ 18″ nord, 1° 47′ 35″ est | « PA00099905 » | Inscrit MH | 1932        | Église Notre-Dame-des-Bans de Treignac                                        |
| Église Notre-Dame de Troche                                                   | Troche                          |         | à géolocaliser                   |                | |             | Église Notre-Dame de Troche                                                   |
| Église Saint-Martin-de-Tours de Tudeils                                       | Tudeils                         |         | à géolocaliser                   |                | |             | Église Saint-Martin-de-Tours de Tudeils                                       |
| Cathédrale Notre-Dame de Tulle                                                | Tulle                           |         | 45° 16′ 04″ nord, 1° 46′ 17″ est | « PA00099912 » | Classé MH La cathédrale et le cloître                                                                                                  | 1862        | Cathédrale Notre-Dame de Tulle                                                |
| Église Saint-Pierre de Timme                                                  | Tulle                           |         | 45° 16′ 13″ nord, 1° 46′ 26″ est | « PA00099917 » | Classé MH | 1987        | Image manquante Téléverser                                                    |
| Église Saint-Jean de Tulle                                                    | Tulle                           |         | à géolocaliser                   |                | |             | Église Saint-Jean de Tulle                                                    |
| Église Saint-Joseph de Souilhac                                               | Tulle                           |         | à géolocaliser                   |                | |             | Église Saint-Joseph de Souilhac                                               |
| Collégiale Notre-Dame-et-Saint-Pantaléon de Turenne                           | Turenne                         |         | 45° 03′ 14″ nord, 1° 35′ 03″ est | « PA00099932 » | Classé MH | 1987        | Collégiale Notre-Dame-et-Saint-Pantaléon de Turenne                           |
| Église Saint-Julien d'Ussac                                                   | Ussac                           |         | 45° 11′ 33″ nord, 1° 30′ 31″ est | « PA00099936 » | Inscrit MH | 1963        | Image manquante Téléverser                                                    |
| Église Saint-Martin d'Ussel                                                   | Ussel                           |         | 45° 32′ 49″ nord, 2° 18′ 33″ est | « PA00099938 » | Inscrit MH Transept et chœur | 1926        | Église Saint-Martin d'Ussel                                                   |
| Église Notre-Dame-de-l'Assomption de la Tourette                              | Ussel                           |         | 45° 35′ 10″ nord, 2° 18′ 38″ est |                | |             | Image manquante Téléverser                                                    |
| Église Saint-Dizier de Saint-Dézery                                           | Ussel                           |         | à géolocaliser                   |                | |             | Image manquante Téléverser                                                    |
| Église Saint-Pierre d'Uzerche                                                 | Uzerche                         |         | 45° 25′ 29″ nord, 1° 33′ 50″ est | « PA00099947 » | Classé MH | 1840        | Église Saint-Pierre d'Uzerche                                                 |
| Église Sainte-Eulalie-de-Mérida d'Uzerche                                     | Uzerche                         |         | 45° 25′ 48″ nord, 1° 34′ 01″ est |                | |             | Église Sainte-Eulalie-de-Mérida d'Uzerche                                     |
| Église Sainte-Magdeleine de Valiergues                                        | Valiergues                      |         | à géolocaliser                   |                | |             | Église Sainte-Magdeleine de Valiergues                                        |
| Église Saint-Julien de Varetz                                                 | Varetz                          |         | 45° 11′ 38″ nord, 1° 27′ 07″ est |                | |             | Église Saint-Julien de Varetz                                                 |
| Église Saint-Benoît de Vars-sur-Roseix                                        | Vars-sur-Roseix                 |         | à géolocaliser                   |                | |             | Église Saint-Benoît de Vars-sur-Roseix                                        |
| Église Saint-Saturnin de Végennes                                             | Végennes                        |         | à géolocaliser                   |                | |             | Église Saint-Saturnin de Végennes                                             |
| Église Saint-Salvi-d'Albi de Veix                                             | Veix                            |         | 45° 30′ 34″ nord, 1° 50′ 10″ est |                | |             | Église Saint-Salvi-d'Albi de Veix                                             |
| Église Notre-Dame de Veyrières                                                | Veyrières                       |         | 45° 19′ 50″ nord, 2° 22′ 27″ est | « PA00099953 » | Inscrit MH | 1971        | Image manquante Téléverser                                                    |
| Église Saint-Martin de Viam                                                   | Viam                            |         | 45° 36′ 33″ nord, 1° 53′ 05″ est | « PA00099954 » | Classé MH | 1976        | Église Saint-Martin de Viam                                                   |
| Abbatiale Saint-Pierre-ès-Liens de Vigeois                                    | Vigeois                         |         | 45° 22′ 46″ nord, 1° 30′ 57″ est | « PA00099955 » | Classé MH | 1886        | Abbatiale Saint-Pierre-ès-Liens de Vigeois                                    |
| Église Saint-Laurent de Vignols                                               | Vignols                         |         | 45° 19′ 09″ nord, 1° 23′ 23″ est | « PA00099957 » | Inscrit MH Abside | 1927        | Église Saint-Laurent de Vignols                                               |
| Église Saint-Martin de Vitrac-sur-Montane                                     | Vitrac-sur-Montane              |         | 45° 22′ 34″ nord, 1° 56′ 15″ est | « PA00099958 » | Classé MH Portail ; Inscrit MH Église, à l'exclusion du portail classé                                                                 | 1973 ; 1973 | Image manquante Téléverser                                                    |
| Église Saint-Christophe de Voutezac                                           | Voutezac                        |         | à géolocaliser                   |                | |             | Église Saint-Christophe de Voutezac                                           |
| Église Saint-Hippolyte d'Yssandon                                             | Yssandon                        |         | 45° 12′ 30″ nord, 1° 22′ 07″ est | « PA00099962 » | Classé MH | 1963        | Église Saint-Hippolyte d'Yssandon                                             |

### Culteprotestant
| Église                                             | Commune            | Adresse | Coordonnées                      | Notice | Protection | Date | Illustration                                       |
| -------------------------------------------------- | ------------------ | ------- | -------------------------------- | ------ | ---------- | ---- | -------------------------------------------------- |
| Temple protestant de Brive-la-Gaillarde            | Brive-la-Gaillarde |         | à géolocaliser                   |        |            |      | Image manquante Téléverser                         |
| Temple de l'église réformée de France de Madranges | Madranges          |         | 45° 28′ 23″ nord, 1° 47′ 30″ est |        |            |      | Temple de l'église réformée de France de Madranges |
| Temple d'Objat                                     | Objat              |         | à géolocaliser                   |        |            |      | Image manquante Téléverser                         |